# Goa Trance
Goa trance (uporabljata se tudi izraza Goa in številka 604) je oblika elektronske glasbe in podzvrst tranca, ki se je razvila v indijski zvezni državi Goa.
Goa trance je zelo povezan s psihedeličnim trance-om, ki se je razvil v enakem časovnem obdobju (druga polovica devetdesetih let 20. stoletja). Razlika med tema žanroma je zelo majhna, zato sta za nekatere sinonim. Oba žanra sta nekomercialna in se ju šteje kot underground v primerjavi z ostalimi trance zvrstmi. Zvok Goe se večkrat sliši na zabavah na prostem in festivalih, kot pa v klubih.

## Zgodovina
Goa Trance je v zgodnjih devetdesetih pojavil v Goi (Indija).
Danes je Goa zasidrana v Izraelu. Tja so jo prinesli bivši vojaki, ki so po odsluženem vojaškem roku odšli na počitnice v Goo. Velika večina Goa Trance-a je danes še zmeraj producirana v Izraelu, čeprav so »vroče točke« tudi Brazilija, Republika Južna Afrika, Japonska in Mehika.

## Zvok Goa Trance-a
Takt je pri Goa Trance-u 4/4. Običajna produkcija bo vso svojo energijo razkrila šele v drugem delu skladbe, potem pa se bo hitro odvila do konca. Po navadi so dolge nekje med 8 in 12 minut. Basovske linije so pri Goa Trance-u občutno močnejše kot pri drugih zvrsteh Trance-a, skladbe pa vsebujejo tudi »organske« zvoke (zvoke ustvarjalci spustijo skozi resonančne filtre), ki služijo boljšemu občutku pri jemanju psihedeličnih drog (še posebej znan je Acid, zvok proizveden z Rolandom TB 303). BPM je običajno 130 do 150, najpočasnejše izjeme dosegajo 110 BPM, najhitrejše pa 170.

## Goa Trance zabave
Goa Trance party-i se po navadi prirejajo na nenavadnih lokacijah, kot so plaže, puščave, gozdovi, itd., redkeje pa se prirejajo v klubih. Zabave so najbolj divje okoli novega leta, ko v Goo prihajajo polni avtobusi Indijcev in popotnikov željnih zabave. 
Na zabavah se velikokrat za dekoracijo ambienta in oblačil uporablja fluorescentne barve, ki pod neonskimi lučmi dobijo poseben žar. Poslikave so velikokrat v zvezi z vesoljci, hinduizmom in ostalimi (predvsem vzhodnimi) religijami, gobami, šamanizmom in tehnologijo.

## Goa Trance v popularni kulturi
Paul Oakenfold je za kratek čas sredi devetdesetih Goa trance-u pomagal do komercialnega uspeha. Le malo ustvarjalcev je doseglo status »zvezde«, na primer Man With No Name in Infected Mushroom. Znan je tudi Juno Reactor, ki je ustvaril glasbo za mnoge hollywoodske filme (Mortal Combat, Matrica).

## Tipične Goa Trance produkcije
- Astral Projection - Mahadeva
- Etnica - Mystical Experiences In Goa
- Talamasca - Sinai
- Cosmosis - Gift Of The Gods
- Man With No Name - Teleport
- The Muses Rapt - Spiritual Healing
- Ubar Tmar - The Tale Of Taketori
- Shakta - The Neuromancer

## Popularni Goa Trance albumi
(kronološko urejeni)

### 1993
- Eat Static - Abduction
- Juno Reactor - Transmissions

### 1994
- Kode IV - Silicon Civilisation

### 1995
- Asia 2001 - Râ
- Hallucinogen - Twisted
- Indoor - Progressive Trance
- Koxbox - Forever After
- Total Eclipse - Delta Aquarids
- Transwave - Hypnorhythm

### 1996
- Astral Projection (group) - Trust In Trance
- Chakra & Edi Mis - The Promised Land
- Cosmosis - Cosmology
- Etnica - Alien Protein
- Juno Reactor - Beyond The Infinite
- Man With No Name - Moment Of Truth
- MFG - The Prophecy
- Planet B.E.N. - Trippy Future Garden
- Total Eclipse - Violent Relaxation
- Transwave - Phototropic
- Transwave - Helium

### 1997
- Astral Projection - Dancing Galaxy
- Hallucinogen - The Lone Deranger
- Juno Reactor - Bible Of Dreams
- Koxbox - Dragon Tales
- MFG - New Kind Of World
- Miranda - Phenomena
- Pleiadians - Identified Flying Object
- Psygone - Optimystique
- X-Dream - We Created Our Own Happiness
- X-Dream - Trip To Trancesylvania

### 1998
- Cosmosis - Synergy
- Jaia - Blue Energy
- Man With No Name - Earth Moving The Sun
- Shakta - Silicon Trip
- The Muses Rapt - Spiritual Healing

### 1999
- Astral Projection - Another World
- Infected Mushroom - The Gathering
- Pleiadians - Family Of Light

### 2000
- Asia 2001 - Dreamland
- Talamasca - Beyond The Mask

### 2001
- Ra - To Sirius

### 2002
- Astral Projection - Amen
- Fractal Glider - Parasite

### 2003
- Fractal Glider - Digital Mandala
- Talamasca - Zodiac
- Ethereal - Anima Mundi

### 2004
- Astral Projection - Ten
- Talamasca - Made in Trance
- Ypsilon 5 - Binary Sky
- Filteria - Sky Input
- The Misted Muppet - From the Legend

### Informacije
- Goatrance.net - Evropska Goa trance stran
- Isratrance - Ogromen arhiv s podatki o večini producentov Goa in Psihedeličnega trance-a.
- Philosomatika.com - Brezplačen Goa web radio.
- Psychedelic Mind Expander - Podatkovna zbirka o producentih, izdajah in ustvarjalcih Goa in Psihedeličnega trance-a.
- PsyNews.org -  Spletna stran dolgoletne Goa in Psytrance skupnosti.  Vključuje ocene večine albumov.
- PureGoa.de Arhivirano 2005-08-03 na Wayback Machine. Evropska Goa in Psytrance stran z glasbo in mnogimi informacijami o psihedelični glasbi.
- Goa-Trance.de Nemška Psytrance stran s psihedelično galerijo, Goa glasbo in datumi rave-ov.
- 3AM Arhivirano 2005-07-28 na Wayback Machine. Južno afriški forum.

### Zgodovina
- A Decade of Psychedelic Trance - Zgodovina Psytrance-a.
- A Psykotropic Trip Through Tribedelic Transcapes Arhivirano 2005-06-30 na Wayback Machine. - Članek, ki raziskuje fenomen Psihedeličnega Trance-a.
- Goa Stories Arhivirano 2005-08-17 na Wayback Machine. - Zanimiva zbirka člankov na temo zgodovine Goe, fenomena Goa Trance-a in korupcije policije.

### Party-i in festivali
- BurningMan.com - Največji ameriški dogodek psihedelične glasbe.
- Goabase.com - Velika podatkovna baza Goa party-ev.
- Visionquest Tokyo- Dokumentarec na temo japonskega festivala The Gathering.
- Fullmoon-festival.de Arhivirano 2005-07-16 na Wayback Machine. - Nemški festival